# Блумер (Висконсин)
Блумер (енгл. Bloomer) град је у америчкој савезној држави Висконсин.

## Демографија
По попису из 2010. године број становника је 3.539, што је 192 (5,7%) становника више него 2000. године.
| Група             | 2000.         | 2010.         |
| Белци             | 3.307 (98,8%) | 3.453 (97,6%) |
| Афроамериканци    | 2 (0,1%)      | 9 (0,3%)      |
| Азијати           | 3 (0,1%)      | 12 (0,3%)     |
| Хиспаноамериканци | 11 (0,3%)     | 27 (0,8%)     |
| Укупно            | 3.347         | 3.539         |